# Krmelín
Krmelín (en allemand : Kermelin) est une commune du district de Frýdek-Místek, dans la région de Moravie-Silésie, en République tchèque. Sa population s'élevait à 2 365 habitants en 2021.

## Géographie
Krmelín à 11 km au nord-ouest de Frýdek-Místek, à 11 km au sud du centre d'Ostrava et à 275 km à l'est-sud-est de Prague.
La commune est limitée par Ostrava au nord et au nord-est, par Paskov au sud-est, par Brušperk au sud et par Stará Ves nad Ondřejnicí à l'ouest.

## Histoire
La première mention écrite du village date de 1447.

## Galerie

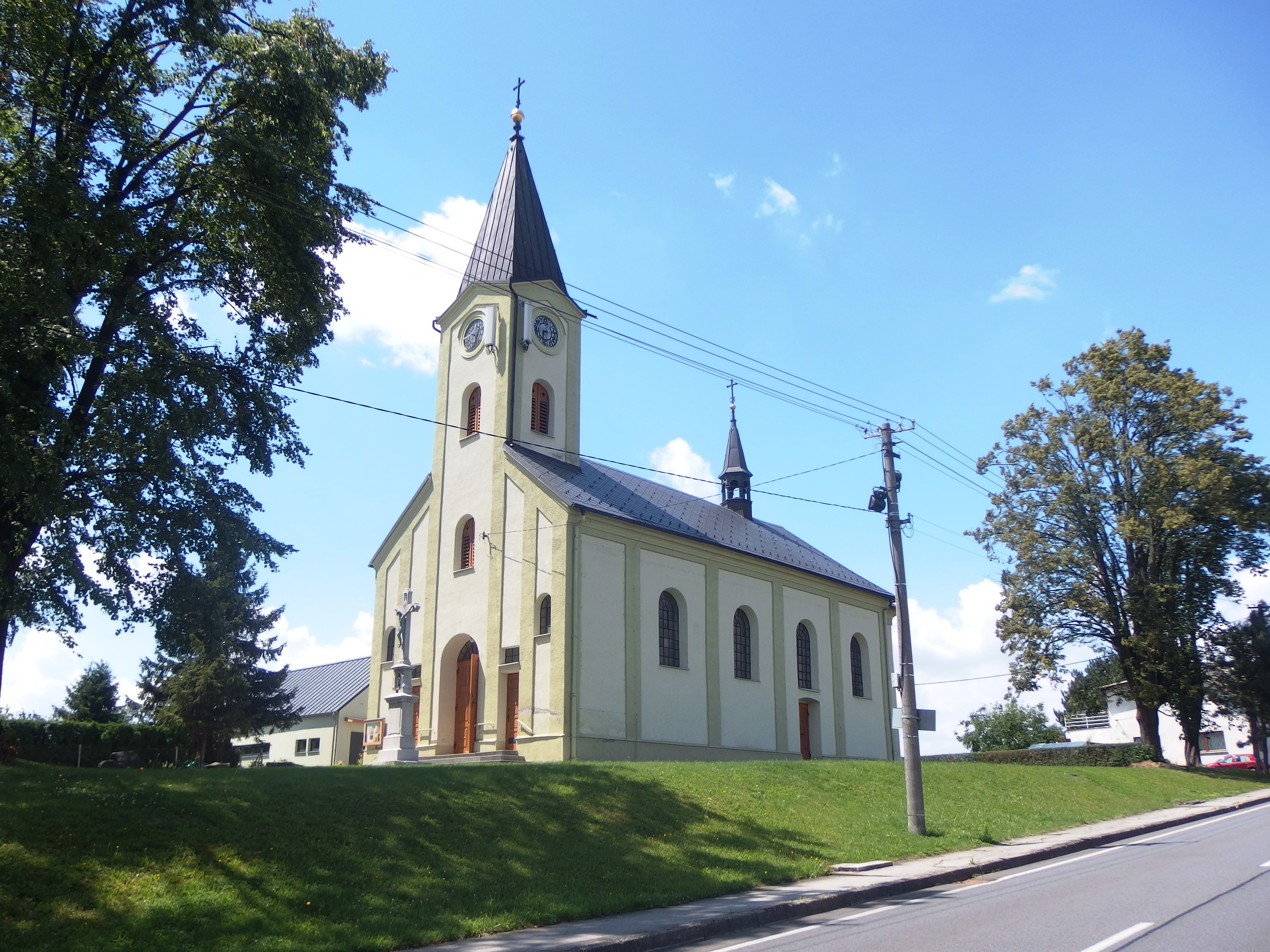
Église Saints-Jean-et-Paul.
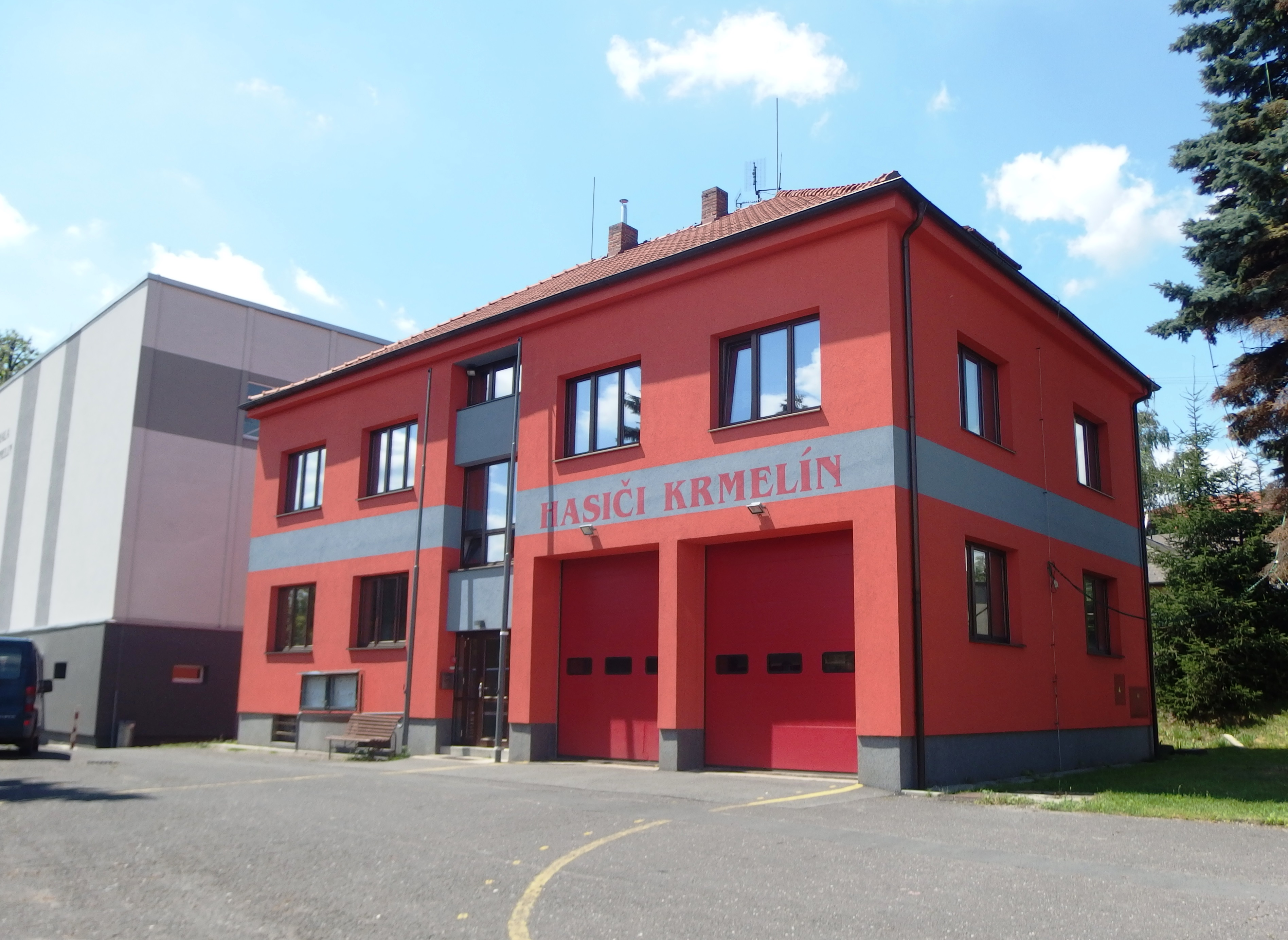
Caserne des pompiers.

## Transports
Par la route, Krmelín se trouve  à 12 km Frýdek-Místek, à 14 km d'Ostrava et à 350 km de Prague.

## Personnalités
Vítězslav Mácha (1948-), champion olympique de lutte, est né à Krmelín.